# Беро III (дофин Оверни)
Беро III де Клермон-Сансер (фр. Béraud III de Clermont-Sancerre; 1380 — 28 июля 1426) — 9-й дофин Оверни с 1399 года, граф де Сансер и сеньор де Сагон с 1419 года.
Сын Беро II, дофина Овернского, и графини Маргариты де Сансер.
Помог герцогу Бурбону изгнать с его земель бесчинствовавшие отряды бригандов.
В 1423 году разрешил королю Карлу VII разместить в Сагоне, Сансере и Вайи королевские гарнизоны.
13 июля 1425 года назначен губернатором Дофине.
Убит 28 июля 1426 года на королевском совете на глазах у Карла VII. Причины убийства не известны.
Предположительно, упоминается в балладе о сеньорах былых времён Франсуа Вийона под именем графа Дофина Овернского.

## Семья
1-я жена (контракт 22.07.1409): Жанна де Ла Тур д’Овернь (ум. до 1416), дочь барона Бертрана IV де Ла Тур и графини Марии Овернской
Дочь:
- Жанна I (1412—1436), дофина Овернская, графиня де Сансер. Муж (8.02.1426): Луи де Бурбон, граф Монпансье (ум. ок. 1486)

2-я жена (24.07.1426, за 4 дня до смерти): Маргарита де Шовиньи (ум. 1473), дочь Ги II де Шовиньи, виконта де Бросс, и Антуанетты Дама де Кузан. Вторым браком вышла за Жана де Блуа, графа де Пентьевра, виконта Лиможского (ум. 1454)